# Viva la muerte... tua!
Viva la muerte... tua! è un film del 1971 diretto da Duccio Tessari.
Pellicola di genere western all'italiana con protagonisti Franco Nero ed Eli Wallach.

## Trama
Una giornalista, Mary, corrompe lo sceriffo perché liberi un uomo della rivoluzione messicana.